# Acanthocarpus alexandri
Acanthocarpus alexandri är en kräftdjursart som beskrevs av William Stimpson 1871. Acanthocarpus alexandri ingår i släktet Acanthocarpus och familjen Calappidae. Inga underarter finns listade i Catalogue of Life.